# ディリ・アク・プワ

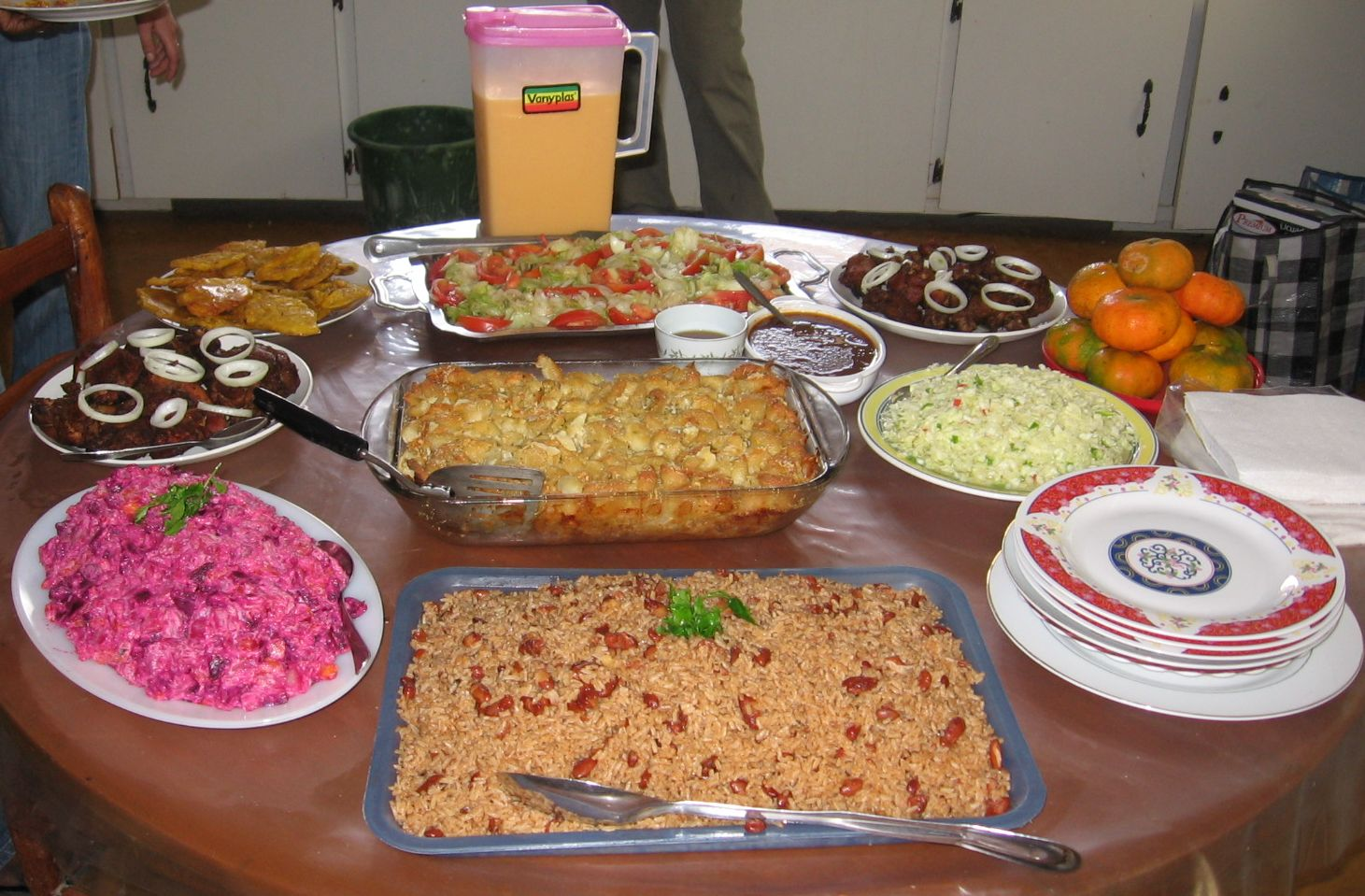
ディリ・アク・プワ（中央手前）

ディリ・アク・プワ（ハイチ語: Diri ak pwa）、またはディリ・コレ・アク・プワ（ハイチ語: Diri kolé ak pwa）はハイチ料理の1つで、米と豆を炊き込んだライス・アンド・ビーンズ（炊き込みご飯）である。ハイチでは日常的に食されている主食であり、「米と豆が添えられていないと食事と呼べない」と云われるほどの国民食である。

## 概要
ハイチ語で「diri」は「米」、「kolé」は「もちもちとした」という意味で、合わせて「ご飯」を意味する。「ak」は英語の「with」であり、「pwa」は「豆」を意味する。したがって、和訳すれば、「豆ご飯」である。
ディリ・アク・プワで用いられる豆はウズラマメ、赤インゲンマメ、黒インゲンマメが一般的で、これら豆類は米とともに、フランス人がハイチ入植の際に連れてきた黒人奴隷たちによってアフリカから伝来した食材である。材料は他に、唐辛子、ニンニク、タマネギ、各種ハーブなどを用いるが、それらを細かく刻んで混ぜ合わせたエピスと呼ばれるハイチの調味料が用いられることが多い。ディリ・アク・プワに厳密なレシピはなく、各地域や家庭によって様々な食材が用いられている。例えば、北部ではココナッツミルクを加えて炊き上げるのに対し、南部ではトマトソースが使われる。
料理情報サイト、テイストアトラスが2024年に決めた「世界の米料理TOP100」の中で、ディリ・アク・プワは第7位にランクインされた。